# Аптишкаси
Аптишка́си (рос. Аптышкасы, чув. Аптăшкасси) — присілок у Чувашії Російської Федерації, у складі Великошемердянського сільського поселення Ядринського району.
Населення — 29 осіб (2010; 38 в 2002, 64 в 1979, 125 в 1939, 125 в 1926, 102 в 1897, 53 в 1859).

## Історія
Історична назва — Апушкаси. Засновано 19 століття як околоток присілка Байбахтіно (нині не існує). До 1866 року селяни мали статус державних, займались землеробством, тваринництвом. 1930 року утворено колгосп «Червоний орач». До 1927 року присілок входив до складу Шемедянської та Балдаєвської волостей Ядринського повіту, з переходом на райони 1927 року — у складі Ядринського району.